# Dioptrochasma
Dioptrochasma is een geslacht van vlinders van de familie spanners (Geometridae), uit de onderfamilie Ennominae.

## Soorten
- D. ablegata Herbulot, 1996
- D. aino Bryk, 1913
- D. calderae Herbulot, 1996
- D. gracilis Herbulot, 1992
- D. homochroa (Holland, 1893)
- D. mercyi Herbulot, 1956
- D. specularia (Holland, 1893)